# Jeffrey Sachs

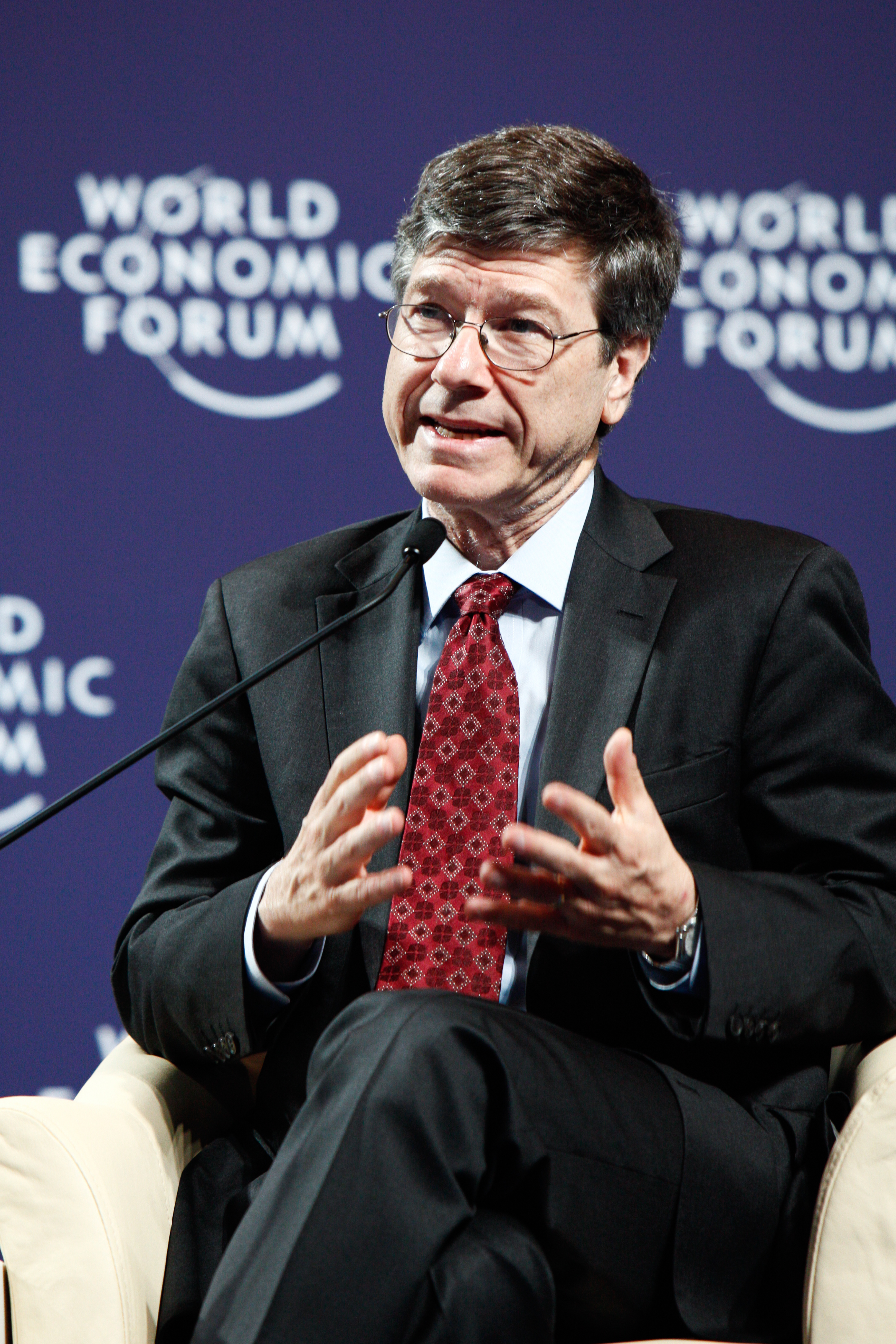
Jeffery Sachs in 2011 (World Economic Forum)

Jeffrey Sachs (Detroit (Michigan), 5 november 1954) is een Amerikaanse (ontwikkelings)econoom en hoogleraar en directeur van het Earth Institute bij de Columbia-universiteit (New York). Sachs adviseerde verschillende regeringen bij de overgang van communisme naar kapitalisme. Van 2002 tot 2006 was hij speciaal adviseur van Secretaris-Generaal van de Verenigde Naties en nadien tot 2016 van Annans opvolger bij de VN, Ban Ki-moon.

## Biografie
Jeffrey David Sachs werd op 5 november 1954 geboren in Detroit, Michigan. In 1980 studeerde hij summa cum laude af aan de Harvard-universiteit in Cambridge (Massachusetts), waar hij op zijn 29ste tevens de jongste hoogleraar ooit werd.
Daarnaast maakte Sachs tussen 1986 en 1994 faam als adviseur van regeringen in Zuid-Amerika, Afrika, Azië en Oost-Europa. Hij werd bekend als de econoom die schoktherapie toepaste op economieën die in de overgangsfase van communisme naar een vrije markteconomie verkeerden, waaronder Polen en de Sovjet-Unie na de val van de Muur.
In 2002 werd Sachs aangesteld als speciaal adviseur van VN-Secretaris-Generaal Kofi Annan; een functie die hij nadien ook vervulde voor diens opvolger Ban Ki-moon. Sachs vervulde tevens een belangrijke rol als adviseur bij het vaststellen van de Millenniumdoelstellingen van de Verenigde Naties, die ten doel hadden om vóór 2015 honger en armoede wereldwijd te halveren, alle kinderen op school te krijgen, kinder- en moedersterfte uit te bannen, aids en malaria te verslaan, overal gelijke rechten voor mannen en vrouwen door te voeren, het milieu ingrijpend te beschermen en wereldwijd economische ontwikkeling op gang te brengen, onder meer door schuldkwijtschelding voor de armste landen. Zijn recente werk voor de VN heeft Sachs tot een leidende figuur in de strijd tegen armoede gemaakt. Hij adviseerde in het verleden ook de Wereldbank, het IMF, de OECD en de WHO.
Sinds 2002 is Sachs hoogleraar aan Columbia-universiteit in New York, en tevens directeur van het Earth Institute, dat zich op deze universiteit bezighoudt met armoede- en milieuproblematiek.
Jeffrey Sachs weigerde in te gaan op het dringend verzoek van aanhangers om zich in 2008 kandidaat te stellen voor de presidentsverkiezingen, en was onbezoldigd adviseur van Obama's transitieteam.
Jeffrey Sachs is getrouwd met kinderarts Sonia Ehrlich Sachs, het stel heeft samen drie kinderen.

## Onderscheidingen
Sachs heeft tijdens zijn drukke carrière vele onderscheidingen ontvangen. TIME Magazine noemde hem zowel in 2004 als in 2005 een van de honderd meest invloedrijke leiders ter wereld en The New York Times omschreef hem eerder als waarschijnlijk de belangrijkste econoom ter wereld. Rockster Bono noemt hem 'my professor' en het Britse dagblad The Guardian 'The Man with the Plan'. Andere bijnamen zijn onder meer 'de economische schok-therapeut', de 'superadviseur' en 'Dr. Development'.

## Publicaties
Jeffrey Sachs heeft veel gepubliceerd over onder meer duurzame ontwikkeling, armoedebestrijding, ontwikkelingssamenwerking, schuldenverlichting en de bestrijding van ziekten als hiv/aids, tuberculose en malaria, maar zijn bekendste werken zijn de boeken The End of Poverty: Economic Possibilities for Our Time (Het einde van de armoede – Hoe we dit doel binnen twintig jaar kunnen bereiken (Uitgeverij Lemniscaat, 2005) en Common Wealth: Economics for a Crowded Planet (Welvaart voor de wereld – Economie voor een overbevolkte planeet Business Contact, 2008).
Enkele andere belangrijke publicaties
- The Strategic Significance of Global Inequality (2001)
- The price of civilisation (2011)
- To Move the World: JFK's Quest for Peace (2013)
- The Age of Sustainable Development. (2015)

## Standpunten

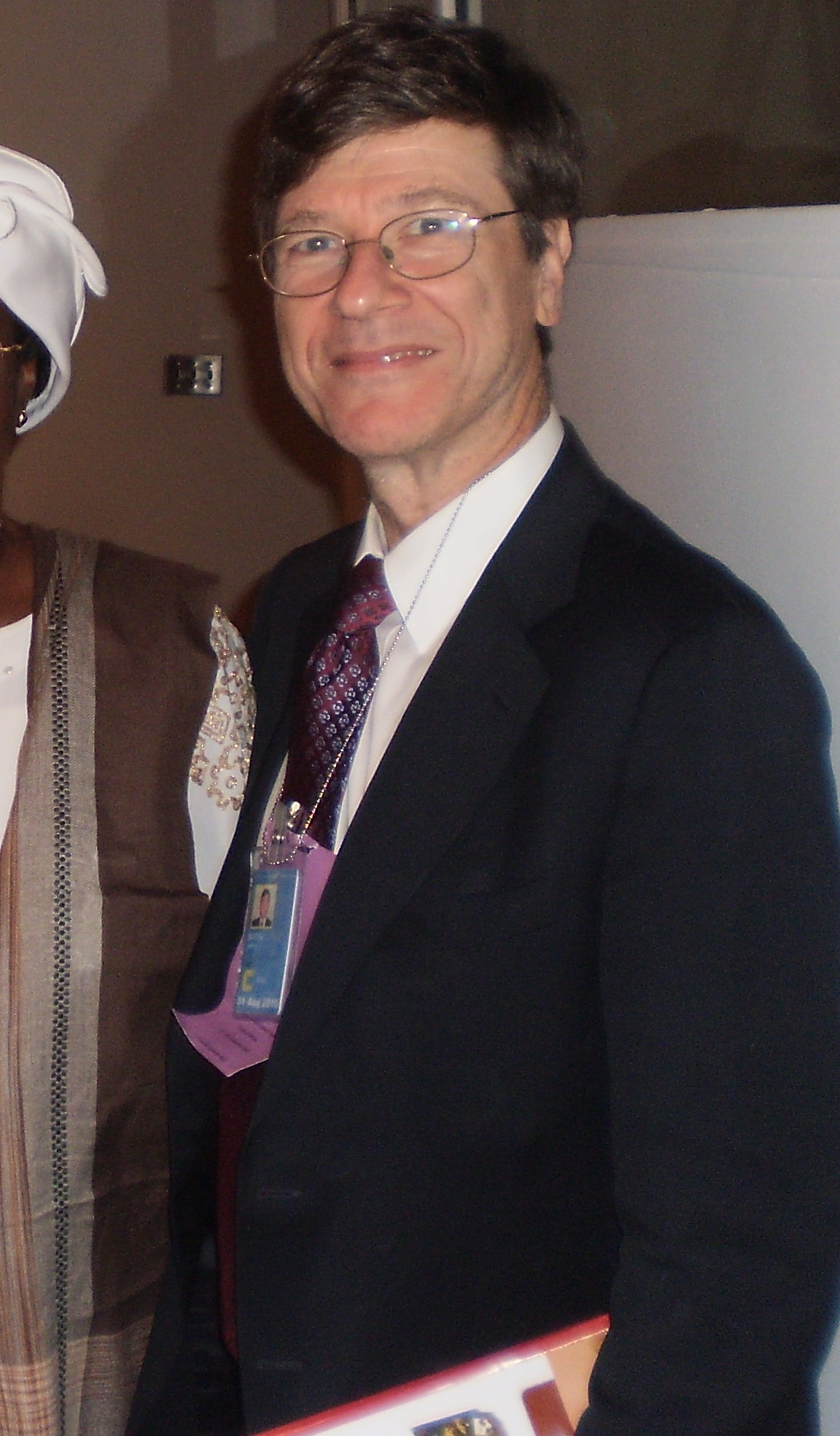
Jeffrey Sachs bij de VN in 2009

Volgens Jeffrey Sachs moeten alle landen gezamenlijk overheidsinvesteringen doen om de grootste risico's af te wenden waarmee de wereld wordt geconfronteerd, zoals klimaatverandering, verlies van biodiversiteit, de snelle bevolkingsgroei en extreme armoede. De kosten van deze investeringen zijn niet hoog, vooral niet als ze eerlijk over de verschillende landen wordt verdeeld. Volgens Sachs is het probleem niet zozeer dat er enorm veel werk moet worden verricht om rampen te voorkomen, maar dat het nog altijd onmogelijk lijkt om overeenstemming op wereldniveau te bereiken over zelfs maar beperkte maatregelen.
Volgens Sachs kost het veranderen van ons huidige energiesysteem, dat het gevaar van verwoestende klimaatverandering met zich meebrengt, naar een duurzaam energiesysteem waarin klimaatverandering kan worden beperkt, vermoedelijk minder dan 1% van het wereldjaarinkomen.
De invoering van een progressief geboortebeperkingsbeleid om de uit de hand lopende bevolkingsgroei in de armste landen te vertragen kost minder dan één tiende procent van het jaarinkomen van de rijke landen.
Een einde maken aan extreme armoede (overleven van minder dan 1 dollar per dag) kost eveneens minder dan 1% van het jaarinkomen van de rijke landen. Dit bedrag is voldoende voor de essentiële investeringen die in de armste landen nodig zijn om deze landen uit de armoedeval te halen (en zelfs dit bescheiden bedrag voor de armen is maar tijdelijk nodig, vermoedelijk slechts tot 2025).
Het belangrijkste probleem is volgens ontwikkelingseconoom Jeffrey Sachs dan ook niet de afwezigheid van redelijke en betaalbare oplossingen, maar het menselijk onvermogen om de wereldwijde samenwerking te realiseren die nodig is voor het invoeren van deze oplossingen.
Evenals de vooraanstaande Britse ontwikkelingseconoom Paul Collier, is Sachs van mening dat er een directe relatie bestaat tussen armoedebestrijding en het vergroten van internationale veiligheid. Economische crises leiden tot ziekte, honger en wrok, waardoor gemakkelijk een voedingsbodem voor terrorisme ontstaat. Het is dus belangrijk dat de westerse wereld anders gaat kijken naar ontwikkelingshulp: niet jaar in jaar uit steeds kleine beetjes helpen om verder afglijden in de armoede te voorkomen, maar gedurende een bepaalde periode flink investeren in een land, waardoor zo'n land economisch in het zadel wordt geholpen.
Sachs propageert ook het investeren in gezondheidszorg: een gezonde bevolking stimuleert economische ontwikkeling. In zijn speeches en interviews wijst Sachs keer op keer op de uitvoerbaarheid van de Millenniumdoelen, die hij “very practicable, doable, utterly straightforward things” noemt.
Op 19 februari 2025 hield Sachs een toespraak tot het Europees Parlement, waarin hij Europa opriep zich los te maken van de invloed van de VS en een eigen buitenlands beleid op te zetten.

## Kritiek
Een van de belangrijkste tegenstanders van Sachs' ideeën, is de ontwikkelingseconoom William Easterly. Volgens Easterly is het helemaal niet nodig om grote hoeveelheden ontwikkelingsgeld te pompen in arme landen: landen als China en India hebben zichzelf immers aan de armoede weten te ontworstelen zonder dat het ontwikkelingsbudget ingrijpend werd verhoogd.
De Canadese immunoloog en professor in de rechten Amir Attaran werkte in het verleden samen met Jeffrey Sachs in het kader van de Millenniumdoelen. Attaran trok zich echter terug omdat hij vindt dat de resultaten van de Millenniumdoelen onvoldoende meetbaar zijn.
In haar boek The Idealist, Jeffrey Sachs and the quest to end poverty uit 2013 beschrijft Nina Munk hoe Sachs' grote in 2006 gelanceerde Millenium Village Project, gebaseerd op zijn visie en theorieën, op niets uitdraaide. De dorpen die deel uitmaakten van het project deden het niet beter dan de algemene opwaartse trend in Afrika.